# Новоахпердінське сільське поселення
Новоахпе́рдінське сільське поселення (рос. Новоахпердинское сельское поселение) — муніципальне утворення у складі Батиревського району Чувашії, Росія. Адміністративний центр — село Нове Ахпердіно.

## Населення
Населення — 1947 осіб (2019, 2257 у 2010, 2473 у 2002).

## Склад
До складу поселення входять такі населені пункти:
| Населений пункт          | Населення, осіб (2002) | Населення, осіб (2010) |
| ------------------------ | ---------------------- | ---------------------- |
| Нове Ахпердіно, село     | 1243                   | 1105                   |
| Старе Котяково, присілок | 616                    | 601                    |
| Татмиш-Югелево, присілок | 614                    | 551                    |